# Union (Washington)
Union es un área no incorporada ubicada en el condado de Mason en el estado estadounidense de Washington.

## Geografía
Union se encuentra ubicado en las coordenadas 47°21′25″N 123°5′58″O / 47.35694, -123.09944.